# Ariel Fantoni
Ariel Fantoni (Morón, Buenos Aires, Argentina; 25 de enero de 1999) es un futbolista argentino. Juega de centrocampista.

## Trayectoria
Comenzó su carrera en las divisiones inferiores del San Lorenzo de Almagro.
El 5 de marzo de 2019 fichó por el Loudoun United FC de la USL Championship de Estados Unidos, donde jugará la temporada inaugural del club. Dejó el club estadounidense en medio de la temporada.
13 de julio de 2022 se hace oficial el pase del jugador Ariel al Club Unión Deportiva de Bonifacio  Laguna Alsina con el pase en su poder donde estará hasta fin de año jugando en el club blanco y negro

## Clubes
| Club              | País           | Año  |
| ----------------- | -------------- | ---- |
| Loudoun United FC | Estados Unidos | 2019 |